# Subaru R-2
Subaru R-2 – kei car produkowany przez Subaru w latach 1969-1972. Na tym samochodzie opiera się stylistyka modelu R2. Konstrukcja pojazdu oparta jest na częściach Subaru 360.